# Elecciones federales de Canadá de 1921
La elección federal canadiense de 1921 se llevó a cabo el 6 de diciembre de 1921, para elegir a miembros de la Cámara de los Comunes canadiense del 14.º Parlamento de Canadá. El gobierno de la Unión que había gobernado Canadá durante la Primera Guerra Mundial fue derrotado y reemplazado por un gobierno liberal bajo el líder joven William Lyon Mackenzie King. Un nuevo tercer partido, el Partido Progresista, ganó la segunda mayoría de los escaños en las elecciones.
Desde las elecciones de 1911, el país había sido gobernado por los conservadores, primero bajo la dirección del primer ministro Robert Borden y luego bajo el primer ministro Arthur Meighen. Durante la guerra, los conservadores se habían unido con los sindicalistas liberales pro-conscripción y formaron un gobierno de la Unión. Sin embargo, varios diputados, la mayoría de los quebequenses, permanecieron leales a Sir Wilfrid Laurier y mantuvieron su independencia. Cuando Laurier murió, fue reemplazado como líder por King Mackenzie de Ontario. Después del presupuesto federal de 1919, varios diputados unionistas occidentales, ex liberales, dejaron el gobierno de la Unión en protesta por los altos aranceles impuestos a los productos agrícolas impuesta por el presupuesto. Dirigido por Thomas Alexander Crerar, el grupo se hizo conocido como el Partido Progresista. También había varios defensores del laborismo, entre ellos J.S. Woodsworth de Winnipeg, que habían organizado su movimiento político después de la huelga general de Winnipeg de 1919. Meighen había desempeñado un papel clave en la represión violenta de los huelguistas y esto le valió la animosidad de los organizados laboristas.
Meighen trató de convertir al partido "unionista" en una alianza permanente de conservadores y liberales, renombrándola como el Partido Liberal y Conservador Nacional, pero el cambio de nombre fracasó y la mayoría de los liberales sindicalistas volvieron al pliegue liberal o se unieron al nuevo Partido Progresista. Además de los conflictos laborales y los aranceles agrícolas en las provincias de las praderas, la crisis de la conscripción de 1917 tuvo un efecto duradero en las fortunas de los conservadores, haciendo que el partido fuera prácticamente no elegible en Quebec.
La elección fue la primera en que la mayoría de las mujeres canadienses pudieron votar, gracias a las reformas aprobadas por los conservadores. Cinco mujeres también se presentaron a la oficina. Agnes Macphail del Partido Progresista fue elegida como la primera mujer diputada en Canadá.
El Parlamento se dividió en tres aspectos por estas elecciones. Los liberales de King ganaron un gobierno mayoritario con sólo un asiento, pero ganaron todo Quebec, gran parte de las provincias marítimas y buena parte de Ontario.
El Partido Progresista, incluyendo a United Farmers of Alberta (UFA), ganó el segundo mayor número de escaños, dominando el Oeste, y ganando casi un tercio de los escaños en Ontario. Los candidatos liberales y conservadores fueron excluidos en Alberta, con 10 UFA y dos candidatos laboristas que tomaron los 12 escaños federales de la provincia. El partido ganó solamente un asiento al este de Ontario, sin embargo. A pesar de ganar la segunda mayoría de asientos, declinó formar la oposición oficial. Sería la única elección federal canadiense antes de 1993, en la que un partido distinto de los liberales o los conservadores (progresistas) ganó el segundo mayor número de escaños.
Los conservadores perdieron la mayoría de asientos hasta ese momento de cualquier partido de gobierno en el nivel federal. Ganaron menos escaños que los progresistas (a pesar de tener más votos populares) pero terminaron formando la oposición oficial. Los conservadores ganaron gran parte de Ontario y tuvieron algún apoyo en los Maritimes y Columbia Británica, pero no obtuvieron ningún escaño en las praderas ni en Quebec.
Tres diputados independientes fueron elegidos: J. S. Woodsworth ganó su asiento en gran parte por su papel en la huelga general de Winnipeg de 1919 y William Irvine y Joseph Tweed Shaw fueron elegidos en Calgary.
El gobierno que King formó en el parlamento resultante de esta elección fue el primer gobierno minoritario de Canadá. Aunque el partido de King ganó una esbelta mayoría de escaños en las elecciones, las dimisiones cambiaron el parlamento de una pequeña mayoría a la minoría.
El Partido Liberal perdió dos elecciones parciales para los candidatos conservadores, pero había ganado dos escaños de los progresistas que cruzaron la sala, por lo que su mayoría no se vio afectada por estas pérdidas. Desde el 25 de noviembre de 1924, hasta la disolución del parlamento, tuvo una mayoría de dos asientos debido a su victoria en una elección parcial en un asiento que había sido sostenido por los conservadores.
El caucus progresista estaba menos unido que los liberales o los conservadores, debido a la formación del grupo Ginger y del grupo semiautónomo de los granjeros unidos de Alberta. Los parlamentarios granjeros habían prometido, entre otras cosas, que rechazarían las usuales tradiciones parlamentarias como la de inclinarse a la voluntad del líder del partido y del látigo. Muchos progresistas argumentaron que un diputado debía poder votar en contra de la línea partidista siempre y cuando la votación estuviera de acuerdo con los deseos de sus electores. Como resultado, King siempre encontró bastantes diputados progresistas que estaban dispuestos a respaldarlo en votos cruciales y generalmente tenía una mayoría de trabajo, hasta que después de cuatro años su gobierno fue derribado por un voto adverso debido a un momento de confusión.